# Abralia heminuchalis
Abralia heminuchalis är en bläckfiskart som beskrevs av Burgess 1992. Abralia heminuchalis ingår i släktet Abralia och familjen Enoploteuthidae. Inga underarter finns listade i Catalogue of Life.